# 2021年司諾克巡迴錦標賽
2021年士碌架巡迴錦標賽（英語：2021 Tour Championship），正式名稱為2021年卡祖杯巡迴錦標賽（英語：2021 Cazoo Tour Championship），是3月22日至28日在威爾斯纽波特凱爾特莊園度假村酒店舉行的職業斯诺克比賽。這場賽事由世界职业台球与斯诺克协会舉辦，是士碌架巡迴錦標賽第三屆賽事，亦是卡祖杯賽的第三場比賽，同時是2020-2021賽季第14場排名賽。
巡迴錦標賽只有單賽季排名前八名選手有參賽資格。比賽採用单败淘汰制，八強賽、四強賽、決賽均採用19局10勝制，全部賽事均分兩節進行。本屆巡迴錦標賽由汽車零售商「卡祖」贊助，冠軍獎金15萬英鎊。
蘇格蘭選手史提芬·麥佳亞在上屆比賽擊敗馬克·艾倫成為冠軍；可是，截止日期前他在單季排行榜上排行第31位，未能獲得參賽資格。尼爾·羅伯森在擊敗傑克·利索斯基和马克·塞尔比後躋身決賽，對手是在前兩輪戰勝约翰·希金斯和巴里·霍金斯的罗尼·奥沙利文，上演2019年士碌架巡迴錦標賽決賽戲碼。最終羅拔臣以局數10比4力壓對手，奪得職業生涯以來第20個排名賽冠軍。這場賽事亦是他首次在多時段比賽中擊敗奧蘇利雲。
本屆比賽共有23次單杆破百，並以賀健士在準決賽打出的138分最高。

## 概述

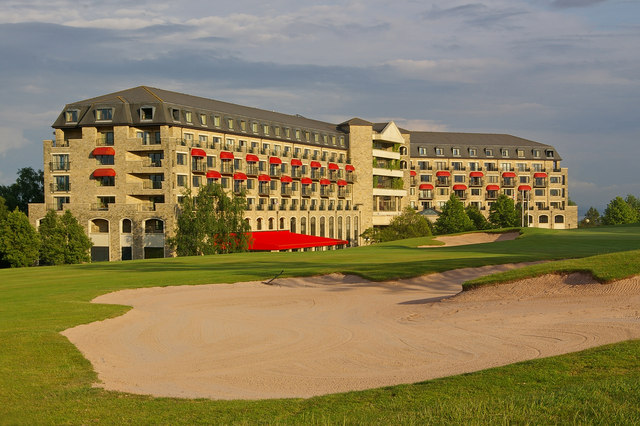
本屆賽事於威爾斯纽波特凱爾特莊園度假村酒店舉行

2021年斯诺克巡回锦标赛是繼卡祖杯系列賽首場斯诺克世界大奖赛及第二場斯诺克球员锦标赛後，第三場也是最後一場賽事，於2018-2019賽季首次推出。它是2020-2021士碌架賽季第14場兼倒數第二場排名賽，由世界职业台球与斯诺克协会主辦。球員們須憑藉他們在單季排行榜上的位置來獲得參加該系列賽的資格，而非世界排名。這項賽事是由單季排行榜上前八名球員參加单败淘汰制來決定冠軍誰屬。八強賽、準決賽、決賽均以19局10勝制進行。
賽事於3月22日至28日在威爾斯纽波特凱爾特莊園度假村酒店舉行。英國電視頻道ITV4負責國內轉播，新西蘭天空體育台、俄羅斯NTV、香港now TV、中國大陸优酷、台灣博斯運動台、馬來西亞Astrosport等也有播出。賽事由汽車零售商卡祖（Cazoo）贊助。

### 獎金
本次比賽獎金總額為38萬英鎊，各項獎金分配如下：
- 冠軍：15萬英鎊
- 亞軍：6萬英鎊
- 四強：4萬英鎊
- 八強：2萬英鎊（此階段的獎金不計入獎金排名）
- 最高度數：1萬英鎊

### 參賽資格
本次賽事的參賽資格是由賽季首項比賽歐洲大師賽至2021年WST職業系列賽，在單季排行榜上前八名的選手。蘇格蘭選手史提芬·麥佳亞在上屆賽事擊敗馬克·艾倫成為冠軍；可是，截止日期前他在單季排行榜上處於第31位，未能獲得參賽資格。替補者是九號種子喬丹·布朗。
| 排名 | 選手                    | 總分    |
| ---- | ----------------------- | ------- |
| 1    | 贾德·特鲁姆普（英格兰） | 523,500 |
| 2    | 马克·塞尔比（英格兰）   | 280,500 |
| 3    | 尼爾·羅伯森（澳大利亚） | 261,000 |
| 4    | 约翰·希金斯（蘇格蘭）   | 199,500 |
| 5    | 罗尼·奥沙利文（英格兰） | 173,500 |
| 6    | 傑克·利索斯基（英格兰） | 164,500 |
| 7    | 奇倫·威爾森（英格兰）   | 161,000 |
| 8    | 巴里·霍金斯（英格兰）   | 121,500 |

## 賽事綜述

### 八強賽

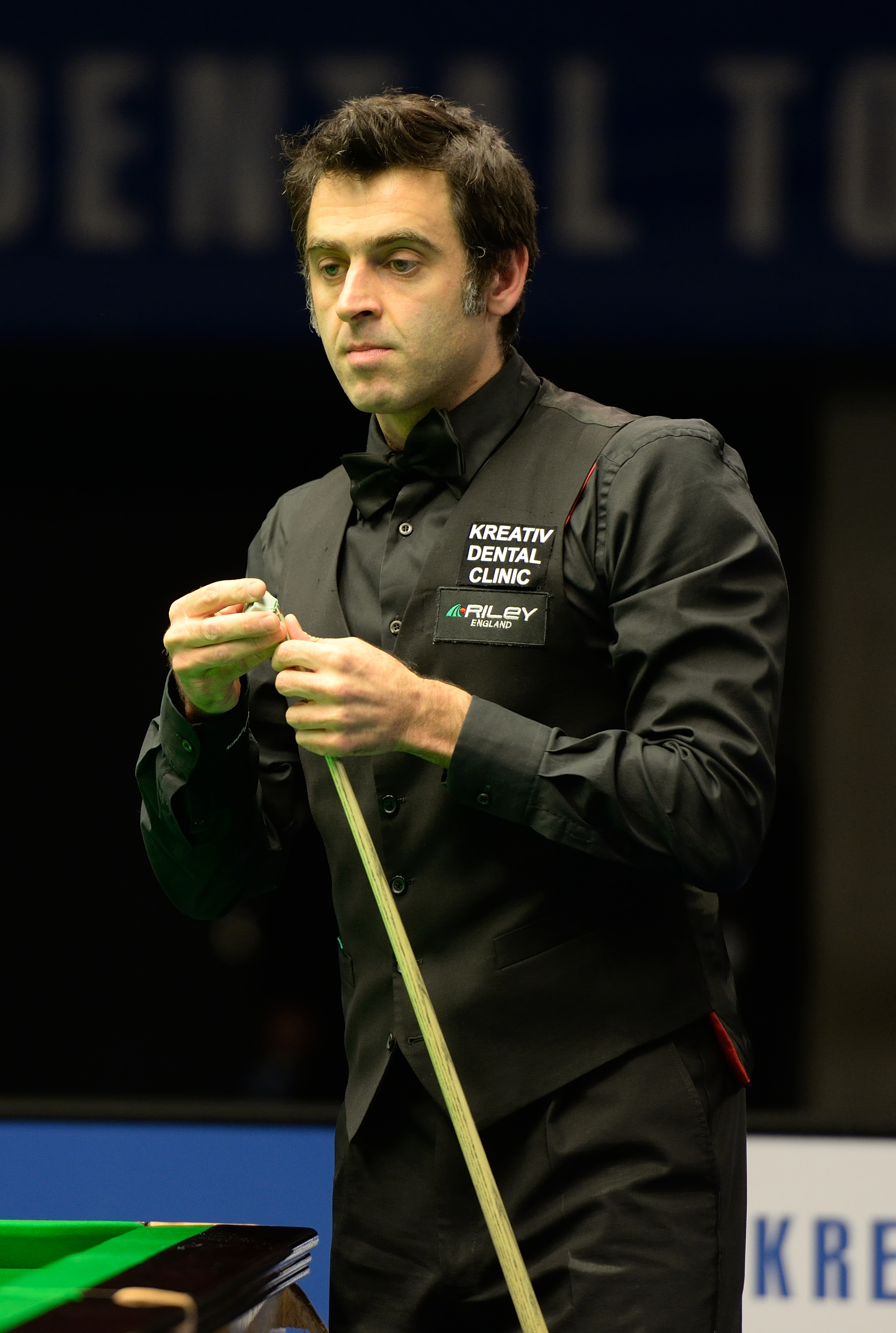
罗尼·奥沙利文以10比8擊敗约翰·希金斯，同時實現職業生涯第1100個單桿破百

賽事首圈為八強戰，於3月22日至25日舉行，每場比賽分兩階段，採19局10勝制。錦標賽揭幕戰由罗尼·奥沙利文對陣约翰·希金斯，此前兩人曾爭奪2021年斯诺克球员锦标赛冠軍，最後希堅斯以局數10比3獲勝。自1992年轉為職業選手以來，奧蘇利雲在兩人對壘的68場比賽中勝出37場。開局後，希堅斯率先以單桿72分取下首局，隨後奧蘇利雲連贏兩局。在第四局，希堅斯打出本次賽事首個單桿破百。接著，奧蘇利雲再取兩局，並在首節結束前以局數5比3領先。賽後，奧蘇利雲表示球桿雖說兩度送修但狀況仍然不佳，差點令他萌生退意。第二節比賽開始，奧蘇利雲一度以8比5領先，並打出單桿112分。第15局，希堅斯打出單桿70分，將比分收窄至7比8。第16局，奧蘇利雲打出單桿101分，達成他職業生涯第1100次單桿破百。第17局，奧蘇利雲未能將紅球擊入袋中，他更沮喪地用球桿敲擊桌邊，得以重返球桌的希堅斯則拿下此局勝利。第18局，雙方在球桌上幾度交手，最終希堅斯因未能將黃球送入袋中，而讓奧蘇利雲有機可乘。最終，奧蘇利雲以總局數10比8擊敗希堅斯，率先晉級準決賽。
尼爾·羅伯森在第二場比賽與傑克·利索斯基交手。羅拔臣率先奪下首局，利索斯基拿下第二局，其後雙方互勝一局，以局數2比2平手。在接下來的四局中，利索斯基只取得39分，相反羅拔臣打出了兩次單桿破百，並以局數6比2領先。第二節比賽開始，利索斯基贏得前兩局，羅拔臣則連取三局，以9比4領先。第14局，利索斯基打出單桿129分，並收下此局。不過，羅拔臣在第15局勝出，使他以總局數10比5的成績晉級準決賽。賽後，羅拔臣宣稱利索斯基需要「殺手本能」來提升自己的作賽水平。
第三場比賽由奇倫·威爾森和马克·塞尔比展開。首節比賽開始，威爾遜先奪下首局勝利，但隨後沙比打出單桿109分、81分、54分連取三局。接著，威爾遜以單桿83分收下第五局。然而，沙比再取得第六至八局的勝利，其中在第七局威爾遜一度打出單桿50分。沙比以局數6比2在首節比賽領先。第二節比賽開始後，沙比率先以單桿84分清枱奪下第九局勝利，隨後威爾遜拿下第十局。接著，沙比再連贏三局，其中在第11局和第13局分別打出單桿75分和88分，最終以10比3的成績躋身準決賽。這場比賽是兩位選手七度在職業賽事上交鋒，結果是沙比全勝。除斯诺克单局限时赛之外，這場比賽是威爾遜在本賽季唯一一場沒有做出單桿破百的賽事。
第四場比賽是贾德·特鲁姆普對巴里·霍金斯。賀健士首先以單桿70分和90分先取兩局，隨後卓林普亦取得第三和第四局的勝利，其中他更在第四局打出單桿119分，將比分扳平為2比2。接著，賀健士連續拿下第五至七局，卓林普則贏出第八局，在首節比賽結束時賀健士以5比3領先。第二節比賽開始後，賀健士先以單桿121分瘙下第九局，再拿下第十局，進一步擴大領先優勢至7比3。中場休息前，卓林普分別打出單桿64分和86分，拿下第11和第12局。接著，他再做出單桿86分並贏得第13局，至此雙方差距已收窄至6比7。不過，賀健士連取接下來兩局，更在其中一局做出單桿61分，將領先優勢擴大至9比6。第16局，賀健士獲得了一次機會，但在打出單桿45分時卻誤判了紅球的走向，最終讓卓林普有機可乘，打出單桿94分並收下此局。第17局戰況緊湊，最終賀健士以一記遠枱將棕色球送入袋中，以總局數10比7奠定勝局。賽後賀健士指自己曾在2021年斯诺克德国大师赛敗於卓林普，當時他一度以5比1領先，但最後以5比6落敗，此事一直在他的腦海中縈繞。他更道：「我沒有忘記與渣德的比賽（德國大師賽），但今晚我幾乎重演了當時的失誤。如果比分變成9比8，那麼我會再次感受到這種感覺。」

### 準決賽

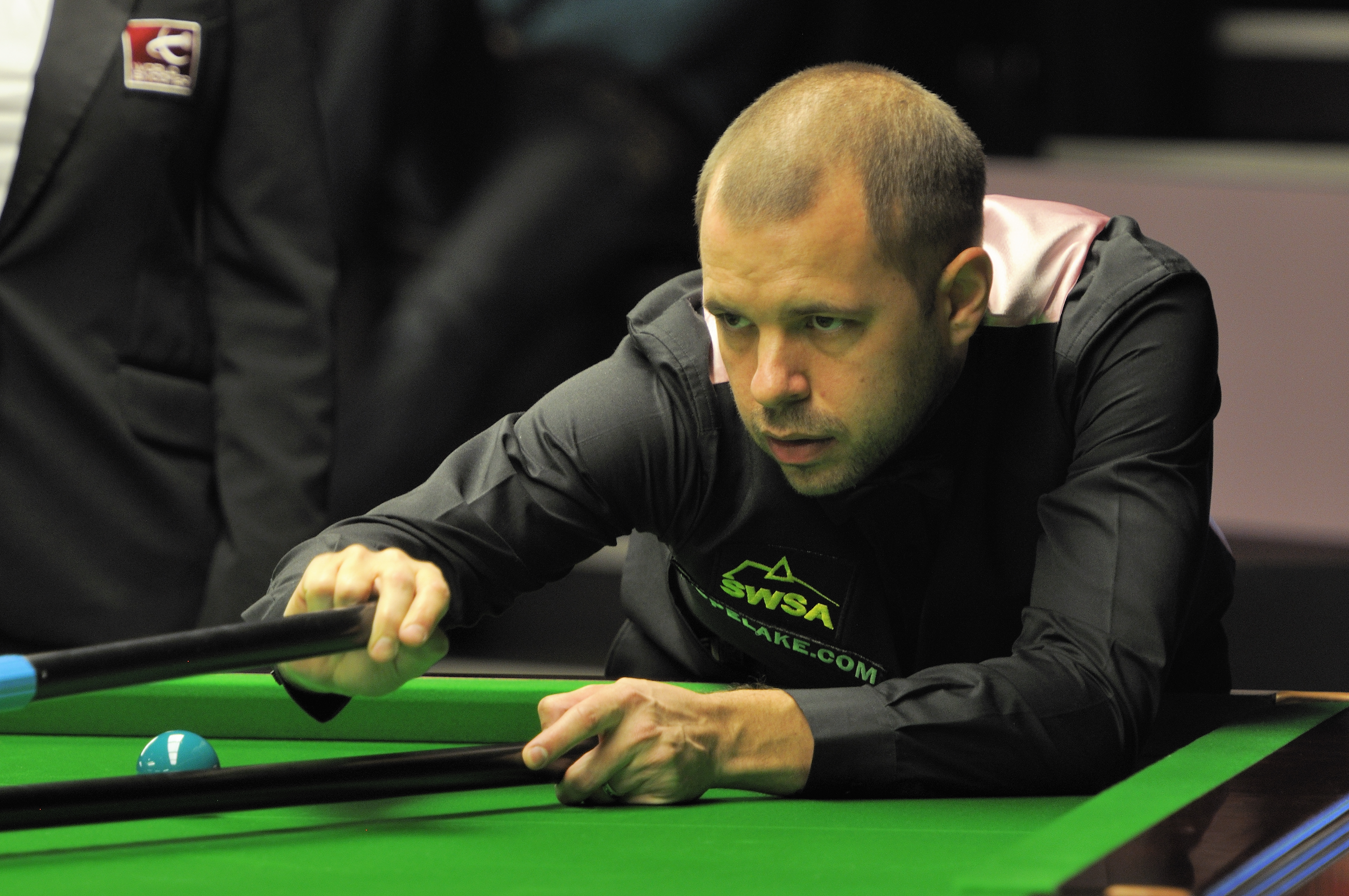
巴里·霍金斯在準決賽一度以9比6領先朗尼·奧蘇利雲，但最後以9比10落敗

準決賽於3月26日至27日進行，每場比賽分兩階段，採19局10勝制。首場比賽由尼爾·羅拔臣對陣馬克·沙比。甫開局羅拔臣便連取兩局，更做出單桿114分。第三局，沙比連續失誤，讓羅拔臣有機可乘奪下此局。第四局，羅拔臣再做出單桿77分，以4比0領先對手。中場休息後，沙比在第五和第六局分別打出單桿80分和93分，將差距縮窄至2比4。不過，羅拔臣拿下本節比賽最後兩局，並以局數6比2領先。第二節比賽開始，羅拔臣分別以單桿136分、84分、103分連取三局，一口氣將領先優勢擴大至9比2。雖然沙比奪得第12局，但羅拔臣其後勝出第13局，以總局數10比3打入決賽。賽後，羅拔臣在評論自己表現時道：「我的安全球打得非常好，長桿亦打得很出色，這可能是我打得最好的一局。我創造了很多機會。」又指自己狀態良好是得益於之前沒有參加一些賽事。
朗尼·奧蘇利雲和巴利·賀健士在第二場決賽相遇。兩人曾經在17場職業比賽中交手，奧蘇利雲贏得其中15場。開局後賀健士分別打出單桿125分和138分，以3比0領先，但奧蘇利雲隨後連取四局，以4比3反超前。賀健士在最後一局做出單桿65分並順利勝出，首節比賽以4比4平手結束。第二節比賽中，奧蘇利雲率先拿下第九局，但賀健士卻以單桿74分、50分、103分連下三城，比分反超前至5比7。奧蘇利雲隨後打出單桿78分拿下第13局，將差距收窄至6比7。賀健士在接下來兩局打出單桿56分和73分，進一步擴大領先優勢至9比6。第16局，賀健士本來以單桿46分領先，但奧蘇利雲後來居上，打出單桿71分，並拿下此局。其後奧蘇利雲再以單桿90分勝出第17局，將局數追至8比9。在第18局，賀健士錯失綠球，將此局拱手讓給奧蘇利雲，同時將比賽帶入決勝局。奧蘇利雲在最後一局以48比0領先，但賀健士錯失黑球，意味著他需要對手犯規才能贏得比賽。然而，奧蘇利雲未有出現犯規，最終他以總局數10比9擊敗賀健士躋身決賽。賽後，奧蘇利雲揚言賀健士應贏得這場比賽：「我替巴利感到難過，他一直在努力比賽，但他有時運氣不佳。他配得上這場勝利。這種落敗方式太可怕了，但希望他能從中吸取教訓。」

### 決賽

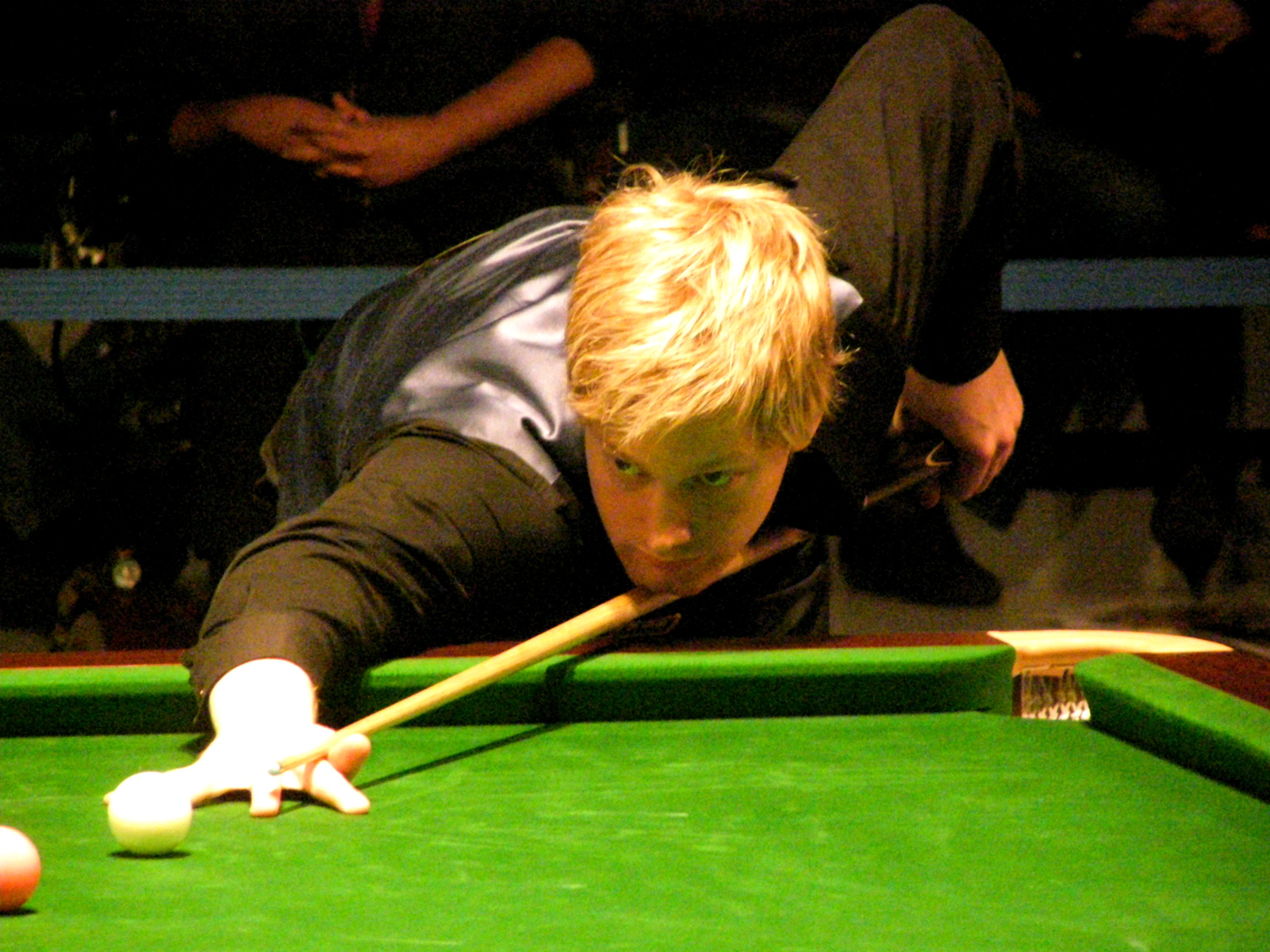
尼爾·羅伯森以局數10比4擊敗朗尼·奧蘇利雲，勝出巡迴錦標賽

冠軍戰於3月28日舉行，分兩階段進行，採19局10勝制，選手分別是尼爾·羅拔臣和朗尼·奧蘇利雲。巧合的是，兩人曾在2019年司諾克巡迴錦標賽決賽對壘，最終由奧蘇利雲勝出。開局後奧蘇利雲便先拔頭籌，隨後羅拔臣打出單桿破百，將比分扳成1比1平手。接著，奧蘇利雲打出單桿128分並奪得第三局勝利，但羅拔臣亦以單桿70分奪下第四局，將比分追成2比2。羅拔臣連取兩局，以4比2領先，但其後奧蘇利雲打出單桿68分和133分，將比分追成4比4，第一場比賽以平手結束。第二場比賽開始後，羅拔臣打出單桿93分和75分並以6比4領先，反觀對手奧蘇利雲則接連出現失誤。接著，羅拔臣再打出單桿123分和119分，將差距擴大至8比4。在這四局比賽中，羅拔臣合計取得442分，而奧蘇利雲只得16分。羅拔臣贏得第13局後，再在第14局做出單桿114分，奪下此局的勝利，並以總局數10比4贏得這屆巡迴錦標賽。在第二節比賽中，羅拔臣合計取得650分，而奧蘇利雲只得26分。整場決賽共有七次單桿破百，其中羅拔臣五個，奧蘇利雲兩個。
這次是奧蘇利雲在本賽季排名賽決賽中第五次失利，此前他從未連續失利超過三場。賽後，奧蘇利雲稱讚羅拔臣的表現：「我從未見過有人打得這麼好……我無法與之競爭。我只需要坐下來享受它。那真是一場精彩的比賽。」這場勝利亦標誌著羅拔臣在其職業生涯中取得第20個排名賽冠軍，亦是他首次在多時段比賽中擊敗奧蘇利雲。在贏得比賽的同時，他還獲得了卡祖杯。

## 對戰籤表
|  | 八強賽 19局10勝制 | 八強賽 19局10勝制       | 八強賽 19局10勝制 |               |    | 準決賽 19局10勝制 | 準決賽 19局10勝制 | 準決賽 19局10勝制 |  |  | 決賽 19局10勝制 | 決賽 19局10勝制 | 決賽 19局10勝制 |  |
|  |                   |                         |                   |               |    |                   |                   |                   |  |  |                 |                 |                 |  |
|  | 1                 | 贾德·特鲁姆普（英格兰） | 7                 |               |    |                   |                   |                   |  |  |                 |                 |                 |  |
|  | 1                 | 贾德·特鲁姆普（英格兰） | 7                 |               |    |                   |                   |                   |  |  |                 |                 |                 |  |
|  | 8                 | 巴里·霍金斯（英格兰）   | 10                |               |    |                   |                   |                   |  |  |                 |                 |                 |  |
|  | 8                 | 巴里·霍金斯（英格兰）   | 10                |               | 8  | 巴里·霍金斯       | 9                 |                   |  |  |                 |                 |                 |  |
|  |                   |                         |                   |               | 8  | 巴里·霍金斯       | 9                 |                   |  |  |                 |                 |                 |  |
|  |                   |                         | 5                 | 罗尼·奥沙利文 | 10 |                   |                   |                   |  |  |                 |                 |                 |  |
|  | 4                 | 约翰·希金斯（蘇格蘭）   | 5                 | 罗尼·奥沙利文 | 10 | 8                 |                   |                   |  |  |                 |                 |                 |  |
|  | 4                 | 约翰·希金斯（蘇格蘭）   |                   |               |    |                   |                   |                   |  |  |                 |                 |                 |  |
|  | 5                 | 罗尼·奥沙利文（英格兰） | 10                |               |    |                   |                   |                   |  |  |                 |                 |                 |  |
|  | 5                 | 罗尼·奥沙利文（英格兰） | 10                |               | 5  | 罗尼·奥沙利文     | 4                 |                   |  |  |                 |                 |                 |  |
|  |                   |                         |                   |               |    |                   |                   |                   |  |  |                 |                 |                 |  |
|  |                   |                         | 3                 | 尼爾·羅伯森   | 10 |                   |                   |                   |  |  |                 |                 |                 |  |
|  | 3                 | 尼爾·羅伯森（澳大利亚） | 3                 | 尼爾·羅伯森   | 10 | 10                |                   |                   |  |  |                 |                 |                 |  |
|  | 3                 | 尼爾·羅伯森（澳大利亚） |                   |               |    |                   |                   |                   |  |  |                 |                 |                 |  |
|  | 6                 | 傑克·利索斯基（英格兰） | 5                 |               |    |                   |                   |                   |  |  |                 |                 |                 |  |
|  | 6                 | 傑克·利索斯基（英格兰） | 5                 |               | 3  | 尼爾·羅伯森       | 10                |                   |  |  |                 |                 |                 |  |
|  |                   |                         |                   |               | 3  | 尼爾·羅伯森       | 10                |                   |  |  |                 |                 |                 |  |
|  |                   |                         | 2                 | 马克·塞尔比   | 3  |                   |                   |                   |  |  |                 |                 |                 |  |
|  | 2                 | 马克·塞尔比（英格兰）   | 2                 | 马克·塞尔比   | 3  | 10                |                   |                   |  |  |                 |                 |                 |  |
|  | 2                 | 马克·塞尔比（英格兰）   |                   |               |    |                   |                   |                   |  |  |                 |                 |                 |  |
|  | 7                 | 奇倫·威爾森（英格兰）   | 3                 |               |    |                   |                   |                   |  |  |                 |                 |                 |  |

### 決賽
| 決賽：19局10勝制，裁判：布蘭登·摩爾 2021年3月28日威爾斯纽波特凱爾特莊園度假村酒店 |          |                    |
| 罗尼·奥沙利文（5） · 英格兰 | 4–10     | 尼爾·羅伯森（3） · |
| 下午：63–17、0–103（103）、128–0（128）、32–78（70）、0–133（133）、32–80、133–0（133）、68–52（68） 晚上：8–93（93）、0–107（75）、8–123（123）、0–119（119）、10–101、0–114（114） |          |                    |
| 133 | 最高度數 | 133                |
| 2 | 單桿破百 | 5                  |
| 3 | 單桿50+  | 8                  |

## 卡祖杯
卡祖杯系列賽包含世界大獎賽、球員錦標賽、巡迴錦標賽三項賽事，參賽資格是根據選手在單季排行榜上的排名而定。澳洲選手尼爾·羅伯森在三項賽事中獲得最多積分，因而奪得卡祖杯。三項賽事中贏得獎金最多的前八名選手如下，粗體者表示該名選手在該項賽事獲勝：
| 排名 | 選手          | 世界大獎賽 | 球員錦標賽 | 巡迴錦標賽 | 總額    |
| ---- | ------------- | ---------- | ---------- | ---------- | ------- |
| 1    | 尼爾·羅伯森   | 0          | 15,000     | 150,000    | 165,000 |
| 2    | 约翰·希金斯   | 7,500      | 125,000    | 0          | 132,500 |
| 3    | 罗尼·奥沙利文 | 20,000     | 50,000     | 60,000     | 130,000 |
| 4    | 贾德·特鲁姆普 | 100,000    | 0          | 0          | 100,000 |
| 5    | 巴里·霍金斯   | 7,500      | 30,000     | 40,000     | 77,500  |
| 6    | 马克·塞尔比   | 20,000     | 15,000     | 40,000     | 75,000  |
| 7    | 傑克·利索斯基 | 40,000     | 15,000     | 0          | 55,000  |
| 8    | 奇倫·威爾森   | 12,500     | 30,000     | 0          | 42,500  |

## 單杆破百
本次賽事共有23記單杆破百。巴里·霍金斯在準決賽與罗尼·奥沙利文交手時，在第二局打出單桿138分，為本屆賽事最高。賽事期間的單杆破百得分如下所示：
- 巴利·賀健士：138、125、121、103
- 尼爾·羅伯森：136、133、123、121、119、114、114、112、106、103、103
- 罗尼·奥沙利文：133、128、112、101
- 傑克·利索斯基：129
- 贾德·特鲁姆普：119
- 马克·塞尔比：109
- 约翰·希金斯：101